# Пожалования титулов и орденов Российской империи после 1917 года
После свержения монархии в России в 1917 году, Владимировичи — одна из ветвей Дома Романовых — официально объявили свои претензии на российский престол. Представители этой ветви (Кирилл Владимирович в 1922—1938 годах, его сын Владимир Кириллович Романов в 1938—1992 годах и дочь последнего Мария Владимировна Романова с 1992 года) продолжили даровать титулы и жаловать ордена Российской империи, считая это своей прерогативой.
Противники великого князя Кирилла Владимировича и его потомков, например, художник М. Ю. Медведев, член Геральдического совета при Президенте Российской Федерации, считают эти пожалования полностью нелегитимными. 
Сторонники великого князя Кирилла Владимировича и его потомков признают за Марией Владимировной право награждать дворянскими титулами и династическими наградами. Например бывший член Геральдического совета при Президенте Российской Федерации, кандидат исторических наук и одновременно, герольдмейстер-управляющий при Канцелярии М. Романовой С. В. Думин (награждённый в 2009 году Орденом Белого Орла, см ниже)  считает, что эти награждения полностью легитимны.
По мнению сторонников, о легитимности этих награждений говорит, в том числе, официальная позиция геральдических учреждений иностранных государств и судебных органов Российской Федерации. Так, например, герольдмейстер Кастилии и Леона, доктор права и доктор исторических наук, гранд Испании дон Альфонсо маркиз де Ла Флореста в своём официальном разъяснении прямо указывает на правомочность таких награждений Марией Владимировной. А при награждении Председателя ВС РФ В. М. Лебедева Императорским орденом Св. Анны 1-й степени Высшая Квалификационная Коллегия ВС РФ дала официальное разрешение на это награждение. С другой стороны, в соответствии с пунктом 11 части 3 статьи 3 Закона РФ «О статусе судей в Российской Федерации» судья не вправе принимать без разрешения соответствующей квалификационной коллегии судей почётные и специальные (за исключением научных и спортивных) звания, награды и иные знаки отличия иностранных государств, политических партий, иных общественных объединений и других организаций, ввиду чего дача квалификационной коллегией согласия В. М. Лебедеву на получение упомянутой награды не равнозначна признанию какого-либо особого статуса за такой наградой.
В качестве аргумента о легитимности приводятся, в том числе, факты, что награды от Марии Владимировны принимают как предстоятели РПЦ, так и высшие государственные деятели Ватикана.

## Лица, получившие великокняжеский титул (в порядке пожалования)
| Дата                    | Титул           | Кто жалован                                                                       | Примечания |
| ----------------------- | --------------- | --------------------------------------------------------------------------------- | --- |
| 13 сентября 1924        | Великий князь   | Князь Крови Императорской Владимир Кириллович (30 августа 1917 — 21 апреля 1992)  | Сын Кирилла Владимировича. По мнению кирилловцев, с 1918 года d.j. считался Великим князем; 13 сентября 1924 объявлен Великим князем и Наследником-Цесаревичем. |
| 1918 / 13 сентября 1924 | Великая княжна  | Княжна Крови Императорской Мария Кирилловна (2 февраля 1907 — 27 октября 1951)    | Дочь Кирилла Владимировича. По мнению кирилловцев, считалась Великой княжной с 1918 года d.j. и c 1924 года d. f. Вступила в брак 24/25 ноября 1925 года и соответственно именовалась впредь Великой княгиней. |
| 1918 / 13 сентября 1924 | Великая княжна  | Княжна Крови Императорской Кира Кирилловна (9 мая 1909 — 8 сентября 1967)         | Дочь Кирилла Владимировича. По мнению кирилловцев, считалась Великой княжной с 1918 года d.j. и c 1924 года d. f. Вступила в брак 2/4 мая 1938 года и соответственно именовалась впредь Великой княгиней. |
| 15 мая 1939             | Великий князь   | Князь Крови Императорской Гавриил Константинович (15 июля 1887 — 28 февраля 1955) | Сын Константина Константиновича. Великокняжеский титул пожалован ad personam. |
| 13 августа 1946         | Великая княгиня | Леонида Георгиевна (6 октября 1914 — 23 мая 2010)                                 | Дочь Георгия Александровича Багратион-Мухранского (1884—1957). Урождённая Сиятельнейшая княжна Багратион-Мухранская. По первому браку Кирби (Кёрби). С 12 августа (гражданская регистрация) / 13 августа (венчание) 1948 года супруга Владимира Кирилловича. |
| 23 декабря 1953         | Великая княжна  | Мария Владимировна (род. 23 декабря 1953)                                         | Дочь Владимира Кирилловича. Титул носила с рождения (присвоен Актом от 23 декабря 1953 года); после брака носит титул Великой княгини. |
| 21 июля 1976            | Великий князь   | Михаил Павлович (род. 3 сентября 1943)                                            | Сын Карла-Франца Принца Прусского (1916—1975). Урождённый Его Королевское Высочество Франц-Вильгельм-Виктор-Кристоф-Стефан (Franz Wilhelm Victor Christoph Stephan) Принц Прусский. С 4 сентября (гражданская регистрация) / 22 сентября (венчание) 1976 года супруг Марии Владимировны. Получил титул Его Императорского и Королевского Высочества Великого Князя 21.07.1976 одновременно с переходом в православие (принял имя Михаил Павлович). После развода в 1986 году вернулся к прежнему титулу. |
| 13 марта 1981           | Великий князь   | Георгий Михайлович (род. 13 марта 1981)                                           | Сын Михаила Павловича. Титул носил с рождения. |

## Лица, пожалованные титулом Светлейшего князя (Светлейшей княгини)
О пожалованиях титулов Светлейших князей Романовских см. отдельную статью.
| Дата пожалования | Фамилия  | Кто жалован                 | Примечания                                                                  |
| ---------------- | -------- | --------------------------- | --------------------------------------------------------------------------- |
| 1 октября 2021   | Романова | Ребекка Вирджиния Беттарини | (после принятия православия — Виктория Романовна, c титулованием Светлость) |

## Роды, возведённые в княжеское Российской Империи достоинство (в порядке пожалования)
| Дата пожалования титула / предиката Светлость | Фамилия                                         | Кто жалован                                                  | Примечания |
| --------------------------------------------- | ----------------------------------------------- | ------------------------------------------------------------ | --- |
| 18 июля 1937                                  | Мекленбургские (c титулованием Светлость)       | Граф Георг Карлов (1899—1963)                                | Единственный сын постоянно проживавшего в России Георгия Георгиевича Герцога Мекленбург-Стрелицкого от морганатического брака. С рождения и до 18 декабря 1950 года носил титул графа Карлова. 11 сентября 1928 года был усыновлён своим дядей и главой Мекленбург-Стрелицкого дома Карлом-Михелем. Вследствие усыновления принял фамилию Мекленбургский, титул Герцог Мекленбургский с титулованием Светлость, что и было утверждено Кириллом Владимировичем. С 6 декабря 1934 года являлся главой Мекленбург-Стрелицкого дома. Род существующий. |
| 27 декабря 1937                               | Друцкие-Соколинские-Добровольские               | Николай Николаевич Добровольский (род. 17.09.1901—?)         | Второй сын егермейстера Двора Е. И. В. тайного советника и сенатора Николая Александровича Добровольского (1854—1918) и Ольги Дмитриевны, урожд. княжны Друцкой-Соколинской (последней в смоленской ветви рода; 1870—1957) . Род угас в мужском поколении в 1995 г. со смертью сына родоначальника и, предположительно, сохраняется в женском поколении. |
| 3 января 1938                                 | Юрьевичи                                        | Сергей Александрович Юрьевич и Сергей Симонович Юрьевич      | Род князей Юрьевичей происходит из Великого Княжества Литовского, но в Российской Империи в княжеском достоинстве утверждён не был. 3 января 1938 года Кирилл Владимирович двумя отдельными указами, соглашаясь с заключением Могилёвского Дворянского Депутатского Собрания и Департамента Герольдии, а также Общего Собрания Правительствующего Сената, вынесенными в 1842 году, о признании рода Юрьевичей, ведущего своё начало из Литвы, литовско-польским княжеским родом, и с мнением Генеалогической Секции Русского Историко-Родословного Общества в Париже, изложенным в протоколе от 27 мая 1937 года, по поводу заключения Государственного Совета 1843 года, дозволил камергеру Двора Его Величества С.А. Юрьевичу и подполковнику С.С. Юрьевичу с нисходящим потомством, пользоваться княжеским титулом и гербом, означенному роду принадлежащим . |
| 1938                                          | Чкотуа                                          | Николай Шалвович Чкония                                      | Князь Платон Манучарович Чхотуа (ум. 1943) испросил разрешение передать свой титул своему внуку Н.Ш.Чкония. Род существующий. |
| 5 декабря 1946                                | Грузинские (с титулованием Царское Высочество)  | Князь Георгий Александрович Багратион-Мухранский (1884—1957) | Из Акта Владимира Кирилловича: «считаю справедливым и полезным признать царское достоинство старшей ветви Семьи Багратионов, как и право её членов именоваться Князьями Грузинскими и титуловаться Царскими Высочествами. Главой этой семьи является ныне здравствующий князь Георгий Александрович». Род существующий. |
| 29 декабря 1995                               | Лопухины                                        | Вадим Олегович Лопухин (род. 1955)                           | Передано княжеское достоинство, ранее принадлежавшее угасшей ветви того же рода. Род существующий. |
| 25 мая 1998                                   | Чанышевы (оренбургская ветвь), татарские князья | Исмагил Закирович Чанышев                                    | Подтверждено восстановление в княжеском достоинстве от 24 августа 1796 года. Внесены в VI часть родословной книги. Род существующий. |
| 6 февраля 2003                                | Тумановы-Левашовы (I)                           | Георгий Вадимович Левашов-Туманишвили                        | Г. В. Левашову-Туманишвили (потомку рода князей Тумановых по женской линии) были предоставлены сословные права и титул усыновившего его родственника, князя Григория Димитриевича Туманишвили (Туманова), с разрешением усыновлённому, с его законной супругой Мариной Дмитриевной (урожд. княжной Цицишвили) и сыном их Дмитрием и прямым нисходящим законным потомством, включая родившихся до пожалования, носить фамилию и титул князей Тумановых-Левашовых. Род существующий. |
| 10 ноября 2003                                | Тумановы-Левашовы (II)                          | Константин Георгиевич Туманов-Левашов                        | На основании Высочайшей резолюции от 3 августа 2003 года на прошении князя Г. В. Туманова-Левашова о даровании его воспитаннику наследственных сословных прав, фамилии и титула просителя и Высочайшего указа о том 10.11.2003. Род существующий. |
| 4 августа 2003                                | Пагава                                          | Караман Ираклиевич Пагава                                    | Одна из ветвей мингрельского рода князей Пагава (другие ветви были утверждены в этом достоинстве Правительствующим Сенатом в конце XIX в. и внесены в родословную книгу Кутаисской губ., а эта ветвь, собрав все необходимые документы, не успела представить их в Департамент Герольдии до 1917 года). Утверждены в княжеском Российской империи достоинстве на основании Высочайше утверждённого 25.07.2003 Мнения Совета Герольдии и Высочайшего указа 4 августа 2003 года. Род существующий. |
| 23 декабря 2010                               | Свирские-Жимировы                               | Вадим Николаевич Жимиров (род. 11.04.1958)                   | Дозволено потомственному дворянину, действительному государственному советнику 3-го класса, кавалеру Императорского ордена Святой Анны 1-й степени, бывшему депутату Законодательного Собрания I созыва по 24 округу Санкт-Петербурга В. Н. Жимирову принять фамилию его предков по женской линии, князей Свирских, и именоваться князем Свирским-Жимировым. Род существующий. |

## Роды, возведённые в графское Российской Империи достоинство (в порядке пожалования)
| Дата            | Фамилия                         | Кто жалован                                           | Примечания |
| --------------- | ------------------------------- | ----------------------------------------------------- | --- |
| 8 октября 1930  | Толстой-Милославский            | Павел Сергеевич Толстой-Милославский (1848—1940)      | Род существующий |
| 1976            | Двинская                        | Элен Кёрби (род. 26.01.1935)                          | Дочь Леониды Георгиевны от первого брака с Самнер Мур Кёрби (Kirby). Род существующий в её лице. |
| 4 сентября 1976 | Вуичи                           | Николай Эммануилович Вуич (1897—1976)                 | Род существующий |
| 3 марта 1983    | фон Лобштейн (von Lobstein)     | Итальянский граф Франц фон Лобштейн (род. 25.06.1921) | Великий канцлер Римского приората, а затем бальи и великий приор (до 2007 года) Римского приората Суверенного Военного Ордена Св. Иоанна Иерусалимского. Король Италии Умберто II 2 мая 1980 года возвёл барона Франца фон Лобштейна в графское Итальянского королевства достоинство, с переходом этого титула к его племяннику Диего Карло Виварелли. Сопричислен к русскому дворянству с правом на прежний титул (граф фон Лобштейн). Род существовавший на 30 ноября 2003 года. |
| 4 августа 2003  | Арнал (Condesa de Arnal)        | Ирена Францевна Арнал-Домпер (род. 1917)              | По указу 16.12.2006 определено, что после смерти графини Арнал её титул и фамилия перейдут ко всем её детям, рождённым от брака с покойным Педро Антонио Серрано Наварро (сыновьям — Антонио (графу Домперскому) и Франциско, и дочерям Риансарес и Марии дель Пилар, и прямому потомству вышеупомянутых сыновей по мужской линии, в том числе к внукам графини Ирене Арнал, Франциско и Каролине Серрано Гуимил).                                                                 |
| 4 августа 2003  | Домперский (Conde de Dompersky) | Антонио (Антоний) Серрано-Арнал Домпер (род. 1954)    | Сын предыдущей. Род существующий |

## Роды, возведённые в баронское Российской Империи достоинство (в порядке пожалования)
| Дата            | Фамилия                                  | Кто жалован | Примечания |
| --------------- | ---------------------------------------- | --- | --- |
| 25 мая 1939     | Леммерман (Lemmerman)                    | Василий Карлович фон Леммерман (27.9.1894 — 02.09.1975), чиновник канцелярии Совета Министров Российской Империи.      | Признано право рода на баронский титул, приобретённый во Франции. В правах российского потомственного дворянства законным порядком род Леммерманов не утверждался. Итальянский Король в изгнании Умберто II декретом 22.1.1966 подтвердил баронское достоинство В. К. Леммермана с занесением его имени в Золотую книгу итальянского дворянства. Род существующий. |
| 12 марта 1990   | Пёрселл Хоран                            | Брайен Артурович Пёрселл Хоран, доктор юриспруденции, в прошлом начальник юридического отдела посольства США в Париже, | По праву первородства. Род, существовавший на 29.12.2003. |
| 27 февраля 1992 | Кёркби де Клэрмонт (Kirkby de Claremont) | Джеймс-Льюис Кирби (род. 13.07.1923 ум. 07.05.2015 )                                                                   | |
| 4 августа 2003  | Вийалаз                                  | Франклин-Рузвельт Вийалаз Гарсия                                                                                       | Род, существовавший на 18.08.2003. |

## Пожалования орденов
Кроме пожалований титулов, Владимировичи продолжили практику жалования всеми орденами Российской Империи в качестве династических наград.

### Императорский орден Святого апостола Андрея Первозванного
- 23.04.1923 — Его Высочество Князь Императорской Крови Георгий Константинович (1903—1938): в связи с достижением династического совершеннолетия[17]
- 13.09.1924 — Её Императорское Величество Государыня Императрица Виктория Фёдоровна (1876—1936): как императрица
- 13.09.1924 и 17.08.1933 — Его Императорское Высочество Наследник Цесаревич Государь Великий Князь Владимир Кириллович (1917—1992): как наследник-цесаревич
- 07.01.1934 — Его Высочество Князь Императорской Крови Всеволод Иоаннович (1914—1973): в связи с достижением династического совершеннолетия[18]
- 02.05.1938 — Его Императорское и Королевское Высочество Луи-Фердинанд Принц Прусский (1907—1994), затем Глава Германского Императорского и Прусского Королевского домов: в связи с браком с дочерью Кирилла Владимировича
- 12.08.1948 — Её Императорское Высочество Государыня Великая Княгиня Леонида Георгиевна (1914—2010): при браке с Владимиром Кирилловичем
- вскоре по 12.08.1948 (не позднее 1957) — Его Царское Высочество князь Георгий Ираклиевич Багратион-Мухранский князь Грузинский (1884—1957), глава Грузинского Царского Дома (1918—1957), тесть Владимира Кирилловича
- 1951 или 1952 — Его Королевское Высочество князь Фридрих-Виктор-Пий-Александр-Леопольд-Карл-Теодор-Фердинанд фон Гогенцоллерн (1891—1965), глава Дома Гогенцоллернов
- примерно 06.04.1963[19] — Фра Анджело де Мояна ди Колонья (1905—1988), 77-й Великий Магистр Мальтийского ордена
- примерно 06.04.1963 — Дон Винченцо Мариано Раймондо Мария Энцо ди Наполи Рамполла Баресси Беллачера князь ди Резуттано, ди Бонфорнелло, ди Монтелеоне и ди Кодро, герцог ди Компобелло, барон ди Парана, владетель Александрии, Санта-Нинфы и Рачилепри (1898—1965), великий канцлер Мальтийского ордена
- примерно 06.04.1963 — Эрнесто-Витторио-Мария-Винченцо-Луиджи Патерно-Кастелло ди Каркачи (1882—1972), бальи большого креста Мальтийского ордена
- 01.03.1965 — Его Светлость князь Эмих II Лейнингенский (1926—1991) Глава Лейнингенского Княжеского Дома (1946—1991), племянник Великого Князя Владимира Кирилловича, внук Императора Кирилла Владимировича от его старшей дочери Великой Княгини Марии Кирилловны, Княгини Лейнингенской.
- 06.01.1969 — Его Королевское Величество Константин II (род. 1940), Король Эллинов.
- 12.05.1969 — Квентин-Джерми Гвин, великий канцлер Мальтийского ордена
- 12.08.1970 — Его Царское Высочество князь Ираклий Георгиевич Багратион-Мухранский, князь Грузинский (1909—1977). Глава Грузинского Царского Дома (1967—1977), шурин Владимира Кирилловича
- 02.06.1976 — Граф Николай Эммануилович Вуич (1897—1976), начальник Походной Канцелярии Главы Российского Императорского Дома (1962—1976).
- 1976 — Его Императорское и Королевское Высочество Великий Князь Михаил Павлович (род. 1943), зять Владимира Кирилловича: в связи с браком с Марией Владимировной
- 1976 — Его Царское Величество Симеон II (род.1937), Царь болгар (1943—1946): в день бракосочетания Марии Владимировны
- 1976 — Его Королевское Высочество Принц Николай Румынский (1903—1978): в день бракосочетания Марии Владимировны
- 12.06.1981 — Его Императорское Высочество Государь Великий Князь Георгий Михайлович: при крещении
- 21.04.1992 — Её Императорское Высочество Государыня Великая Княгиня Мария Владимировна (род.1953): как Глава Российского Императорского Дома
- 26.07.1993 — Иван Иванович Билибин (1908—1993), начальник Походной канцелярии Главы Российского Императорского Дома (1976 — ?)
- 20.01.1994[20] — Его Преосвященнейшее Высочество фра Эндрью-Уиллоби-Ниниан Берти (1929—2008), 78-й Великий Магистр Мальтийского ордена (1988—2008)
- 14.08.1996 — Граф Андрей Георгиевич (Анджей Станислав) Цехановецкий (1924-2015)
- 10.06.2004 — Его Святейшество Алексий II Патриарх Московский и всея Руси (1929—2008)
- 06.11.2012 — Его Святейшество Кирилл Патриарх Московский и всея Руси[21]
- 27.03.2014 — Его Высокопреосвященное Высочество фра Мэтью Фестинг, 79-й князь и великий магистр Суверенного военного гостеприимного ордена Святого Иоанна, Иерусалима, Родоса и Мальты[22]

### Императорский Орден Святой Великомученицы Екатерины
Дамы Большого Креста:
- 03.03.1918 — Её Высочества Княжна Императорской Крови Надежда Петровна (1898—1988) по достижении династического совершеннолетия
- 07.06.1921 — Её Высочества Княжна Императорской Крови Нина Георгиевна (1901—1974) по достижении династического совершеннолетия
- 09.08.1923 — Её Высочества Княжна Императорской Ксения Георгиевна (1903—1965) по достижении династического совершеннолетия
- 1924 — Её Императорское Высочество Великая Княжна Мария Кирилловна (1907—1951) в связи с получением титула Великой Княжны
- 1924 — Её Императорское Высочество Великая Княжна Кира Кирилловна (1909—1987) в связи с получением титула Великой Княжны
- 11.04.1926 — Её Высочества Княжна Императорской Крови Вера Константиновна (1906—2001) по достижении династического совершеннолетия
- 29.11.1934 — Её Королевское Высочество герцогиня Марина Кентская (1906—1968) по случаю вступления в брак
- 12.07.1936 — Её Светлость Княжна Императорской Крови Екатерина Иоановна (1915—2007) по достижении династического совершеннолетия
- 1938 — Принцесса Ольга Владимировна Ольденбургская (1868—1953)
- 12.08.1948 — Её Императорское Высочество Государыня Великая Княгиня Леонида Георгиевна (1914—2010): при браке с Владимиром Кирилловичем
- 03.02.1954 — Её Императорское Высочество Великая Княжна Мария Владимировна (род. 1953) была награждена орденом при крещении
- 01.03.1965 — Её Светлость Княгиня Эйлика Стефания Лейнингенская (1928—2016), урождённая герцогиня Ольденбургская.

Дамы Меньшего Креста:
- 17.05.2007 — Анастасия Александровна Ширинская (1912—2009) деятельница русской эмиграции.

### Императорский Орден Святого Благоверного Князя Александра Невского
Этим орденом были напрямую пожалованы, например:
- 24 февраля 1993 — Граф Андрей Георгиевич (Анджей Станислав) Цехановецкий (1924—2015)
- 20 января 1994 — Его Королевское Высочество принц Эмануил Филиберт Савойский, Принц Венецианский и Пьемонтский (род. 1972)
- 1 сентября 1997 — Антонио Спада (Antonio Spada) (* Брешия, 2.02.1932), посол Суверенного Мальтийского ордена
- 31 декабря 2001 — граф Эрнесто-Гульельмо Витетти, представитель Российского Императорского Дома при Суверенном Мальтийском ордене
- 4 августа 2002 — посмертно Орден Св. Александра был пожалован А. А. Собчаку, с распространением связанных с этим сословных прав (включая и приобретаемое по пожалованию орденом потомственное дворянство) на жену (Л. Б. Нарусову) и дочерей (Марию и Ксению).
- 21.03.2005 — Филарет, митрополит Минский и Слуцкий, Патриарший Экзарх всея Белоруссии (род. 1935),
- 2006 — Кирилл митрополит Смоленский и Калининградский (1984—2009; с 2009 патриарх Московский и всея Руси)[23].
- 13 августа 2007 — Лавр, митрополит Восточно-Американский и Нью-Йоркский, Первоиерарх Русской Православной Церкви Заграницей (1928—2008)

### Императорский Военный орден Святого Великомученика и Победоносца Георгия (Орден Святого Георгия)[24].
9 декабря 1969 года Владимир Кириллович возложил на себя знаки высшей военной награды Российской империи — Орден Святого Георгия 1-й степени в связи с 200-летием его учреждения, став 26-м и последним на сегодняшний день его кавалером; однако легитимность этого самовозложения оспаривается, а сам Владимир Кириллович в списки кавалеров ордена 1-й степени обычно не вносится.

### Императорский и Царский Орден Белого Орла
Прямое пожалование этим орденом возобновилось в 2009 году:
- 01.06.2009 — Граф Димитрий Николаевич Вуич (род. 1929), Генеральный представитель РДС в Австралии;
- 23.12.2009 — Станислав Владимирович Думин (род. 1952), управляющий Герольдией Е. И. В. (с 2002).

### Императорский Орден Святого Равноапостольного Князя Владимира
Пожалования этим орденом относятся к крайне редким.
- 31 декабря 2000 — Граф Эрнесто Гульельмо Витетти (род.1934), представитель Российского Императорского Дома при Суверенном Мальтийском ордене, пожалован 2-й степенью, а по истечении времени — 1-й степенью этого ордена (2000).
- 14 марта 2011 года 4-й степенью этого ордена награждён писатель Александр Николаевич Крылов-Толстикович.[25]

Всего, по состоянию на декабрь 2011 года, насчитывалось 11 ныне живущих кавалеров этого ордена.
7 января 2012 года 4-й степенью этого ордена был награждён наместник Киевского мужского Свято-Введенского монастыря Архимандрит Дамиан (Давыдов), ставший 12-м кавалером этого ордена.

### Императорский Орден Святой Анны[27]
- Всего на начало 2010 года известно 71 награждение орденом Св. Анны I степени. При этом 24 раза — одновременно с пожалованием ордена Св. Андрея (на основании статута последнего): 5 при Кирилле Владимировиче, 15 при Владимире Кирилловиче и 4 при Марии Владимировне. Прямых пожалований при Кирилле Владимировиче известно 2 (первое прямое пожалование ордена Св. Анны I степени произошло в 1936 году. Он был пожалован Его высокопреосвященству Илие митрополиту Гор Ливанских Антиохийского патриархата (в миру Салим-Насиф Карам)), при Владимире Кирилловиче — 17 (в том числе 07.03.1941 I степень ордена была пожалована Карлосу Альберто Арройо дель Рио (1893—1944), президенту Эквадора (1940—1944)) и при Марии Владимировне — 28 (в том числе его получили 19.04.2009 — Игорь Николаевич Смирнов (род.1941), президент Приднестровской Молдавской Республики и 06.10.2009 — З. К. Церетели (род. 1934), архитектор), а также будущий тесть Георгия Михайловича Роберто Беттарини.
- награждения II и III степенью ордена при Кирилле Владимировиче неизвестны.
- При Владимире Кирилловиче известны 2 пожалования ордена II степени: в январе 1940 года (Н. Н. Грену) и в сентябре 1991 года (С. В. Думину) и 4 ордена III степени, но эти данные не полны.
- При Марии Владимировне награждение приобрели массовый, или, по мнению её сторонников, «более регулярный» характер, особенно после 2001 года. С 1992 года, по состоянию на начало 2010 года (за промежуток времени в 18 лет), II степень ордена от неё получили 45 человек, а III степень — 142 человека (в их числе космонавт А. А. Леонов).
- IV степень ордена после 1917 года не жаловалась.

### Императорский и Царский Орден Святого Станислава
Награждения практикуются редко. Например, I-й степенью ордена награждён 23.12.2003 года князь Андрей Оболенский (род. 1923), III-й степенью 18.2.2004 года Пётр Хаимович Гребельский (род. 1927). Согласно информации, полученной из Герольдии при Канцелярии Главы Российского Императорского Дома, этим орденом, также, недавно были награждены несколько польских и итальянских католических священнослужителей. С недавнего времени награждения этим орденом стали практиковаться более регулярно.

### Новые ордена
Помимо этого, Владимировичи учредили два новых ордена — 1 августа 1929 года Императорский Военный Орден Святителя Николая Чудотворца и в 1988 года в честь 1000-летия крещения Руси — Императорский Орден Святого Михаила Архангела (последним награждён, например, В. Н. Ярошенко.
Мария Владимировна 4 августа 2001 года разделила Орден Свт. Николая на три степени и стала весьма щедро его жаловать. В 2001—2005 годах первая степень этого ордена, приносящая потомственное дворянство, была пожалована не менее чем 30 генералам российской армии, в частности, генералам:
Ю. Н. Балуевскому (19.12.2001), В. М. Барынькину (18.12. 2004), В. В. Булгакову (19.12.2001), Б. В. Громову (19.12.2001), А. В. Квашнину (19.12.2001; он же преподнёс Марии Владимировне в тот же день знак ордена I степени под № 1), В. В. Корабельникову (19.12.2001), А. В. Коржакову (7.05.2005), В. Л. Манилову (19.12.2001), А. И. Николаеву (14.12. 2004), Н. П. Патрушеву (18.04.2002), Н. И. Сердцеву (12.06.2002), А. С. Скворцову (18.04. 2002), С. В. Степашину (15.07.2002), Г. Н. Трошеву (19.12.2001), В. С. Чечеватову (18.04.2002), адмиралу В. Н. Чернавину (1.08.2003).
Вторая и третья степени ордена, приносящие личное дворянство, в 2001—2005 годах были пожалованы не менее 12 (в том числе генералам И. И. Бабичеву, В. В. Герасимову, С. Н. Кизюну, С. А. Макарову и В. А. Шаманову — все 19.12.2001) и 44 раз соответственно.

## Пожалование дворянства
Кроме награждения орденами, приносящими личное дворянство, а в первых степенях — потомственное дворянство, Мария Владимировна напрямую жалует потомственное дворянство. Например, его получили:
- 24.03.1996 — Сергей Владимирович Волков, Георгий Петрович Голик, Александр Николаевич Закатов, Виктор Николаевич Ярошенко;
- 23.05.1998 — Александр Юрьевич Королёв-Перелешин;
- 19.08.1998 — Николай Иванович Дмитровский-Байков (Высочайше пожалован потомственным дворянством с правом присоединить фамилию пресекшегося в мужском поколении рода дворян Байковых, из которого он происходит по линии матери);
- 23.12.2003 — Алексей Владимирович Баталов, Лев Ремирович Берников, Алексей Алексеевич Посухов, Игорь Васильевич Сахаров, Геннадий Иванович Чиж, Александр Юрьевич Чухонкин, Ярослав Николаевич Щапов

и другие.

## Передача фамилии
Помимо упомянутых выше случаев, 18 июля 2003 года Фёдору Станиславовичу Туркестанову (сыну потомственного дворянина С. В. Думина от брака с княжной Ольгой Александровной Туркестановой), который от рождения (19 июля 1983), по желанию деда (последнего представителя старшей ветви рода князей Туркестановых), носил материнскую фамилию было всемилостивейше даровано право официально соединить её с дворянской фамилией отца и потомственно именоваться Туркестановым-Думиным, но без княжеского титула. Известны также другие случаи присоединения потомственными дворянами фамилии предков по женской линии (Левачёв-Белавенец, Крылов-Толстикович и др.).